# Mingus (Texas)
Mingus es una ciudad ubicada en el condado de Palo Pinto en el estado estadounidense de Texas. En el Censo de 2010 tenía una población de 235 habitantes y una densidad poblacional de 58,54 personas por km².

## Geografía
Mingus se encuentra ubicada en las coordenadas 32°32′11″N 98°25′30″O / 32.53639, -98.42500. Según la Oficina del Censo de los Estados Unidos, Mingus tiene una superficie total de 4.01 km², de la cual 4.01 km² corresponden a tierra firme y (0%) 0 km² es agua.

## Demografía
Según el censo de 2010, había 235 personas residiendo en Mingus. La densidad de población era de 58,54 hab./km². De los 235 habitantes, Mingus estaba compuesto por el 88.94% blancos, el 0% eran afroamericanos, el 1.28% eran amerindios, el 0% eran asiáticos, el 0.43% eran isleños del Pacífico, el 8.51% eran de otras razas y el 0.85% pertenecían a dos o más razas. Del total de la población el 16.6% eran hispanos o latinos de cualquier raza.